# بارکسدیل (میسیسیپی)
بارکسدیل (به انگلیسی: Barksdale) یک منطقهٔ مسکونی در ایالات متحده آمریکا است که در شهرستان کوئیتمن، میسیسیپی واقع شده‌است. بارکسدیل ۵۲٫۱۲ متر بالاتر از سطح دریا واقع شده‌است.